# Gravel and Tar Classic
Das Gravel and Tar Classic (dt. Schotter und Teer-Klassiker) ist ein neuseeländisches Eintagesrennen im Straßenradsport für Männer und Frauen, das seit 2016 ausgetragen wird und seit 2018 in der UCI-Kategorie 1.2 eingestuft ist. Das Rennen ist Teil der UCI Oceania Tour.
Das Rennen wird in der Region Manawatu auf der neuseeländischen Nordinsel ausgetragen. Das Rennen für die Männer geht über 130 Kilometer, von denen 40 Kilometer über Schotter verlaufen. 2019 gab es eine erste Austragung des Rennens als Gravel and Tar La Femme für Frauen über rund 110 Kilometer, das ebenfalls in der Kategorie 1.2 eingestuft ist.
Nach Angabe des Veranstalters gilt der Wettbewerb als das „härteste Radrennen im Ozeanien-Raum“. Es wird jährlich im Januar ausgetragen und liegt damit zeitlich im Ozeanien-Kalender hinter dem australischen Cadel Evans Great Ocean Road Race an zweiter Stelle.

## Palmarès

### Männer
| Jahr | Sieger           | Zweiter          | Dritter          |          |
| ---- | ---------------- | ---------------- | ---------------- | -------- |
| 2016 | Logan Griffin    | Alex West        | Alexander Ray    |          |
| 2017 | Robert Stannard  | Alex West        | Glenn Haden      |          |
| 2018 | Ethan Berends    | Michael Torckler | Hayden McCormick |          |
| 2019 | Luke Mudgway     | Ryan Christensen | Cyrus Monk       |          |
| 2020 | Hayden McCormick | Luke Mudgway     | Samuel Volkers   |          |
| 2021 | Aaron Gate       | Luke Mudgway     | Ryan Christensen |          |
| 2022 | abgesagt         | abgesagt         | abgesagt         | abgesagt |
| 2023 | Ben Oliver       | James Fouché     | Paul Wright      |          |
| 2024 | Josh Burnett     | Boris Clark      | Tali Lane Welsh  |          |

### Frauen
| Jahr | Siegerin           | Zweite          | Dritte           |          |
| ---- | ------------------ | --------------- | ---------------- | -------- |
| 2019 | Brodie Chapman     | Jenna Merrick   | Rylee McMullen   |          |
| 2020 | Niamh Fisher-Black | Samara Sheppard | Ella Bloor       |          |
| 2021 | Olivia Ray         | Sharlotte Lucas | Rylee McMullen   |          |
| 2022 | abgesagt           | abgesagt        | abgesagt         | abgesagt |
| 2023 | abgesagt           | abgesagt        | abgesagt         | abgesagt |
| 2024 | Kate McCarthy      | Samara Maxwell  | Charlotte Clarke |          |